# محمد ناصری (بازیکن فوتبال)
محمد ناصری (۲۹ فروردین ۱۳۷۲ در مشهد) یک بازیکن فوتبال اهل ایران است که در پست دروازه‌بان برای باشگاه فوتبال نود ارومیه بازی می‌کند.

## سوابق ملی
وی سابقه حضور در تمام رده های پایه ملی را دارد.

## سوابق باشگاهی
سپاهان
در سال ۲۰۱۱ به مدت دو فصل به باشگاه فوتبال سپاهان اصفهان پیوست.
گسترش فولاد
در سال ۲۰۱۳ با قرار دادی قرضی به باشگاه فوتبال گسترش فولاد تبریز پیوست و پس از بازی های درخشان با قرار دادی دائمی  به این تیم پیوست.
مشکی پوشان
در سال ۲۰۱۵  به مدت سه فصل به باشگاه فوتبال مشکی پوشان (ابومسلم) پیوست.
شهر خودرو
فصل بعد به باشگاه فوتبال شهر خودرو مشهد پیوست و یک فصل در این تیم بود.
پیکان
در سال ۲۰۱۹ به باشگاه فوتبال پیکان پیوست.
آلومینیوم اراک
در سال ۲۰۲۰ به مدت یک فصل به باشگاه فوتبال آلومینیوم اراک پیوست 
پیکان
در سال ۲۰۲۱ به باشگاه فوتبال پیکان پیوست و به عنوان کاپیتان این باشگاه مشغول به بازی است.

## افتخارات
- لیگ برتر خلیج فارس: ۲۰۱۱–۲۰۱۲
- جام حذفی فوتبال ایران: ۲۰۱۲–۲۰۱۳